# The Vault
Pour plus de détails, voir Fiche technique et Distribution.
The Vault est un film d'horreur américain réalisé par Dan Bush, sorti en 2017.

## Synopsis
Pour sauver leur frère, deux sœurs sont obligées de l'aider à braquer une banque. Le hold-up ne se déroule pas comme prévu, il n'y a que 70 000 dollars dans les caisses et la police est postée juste devant à la suite d'un incendie en face. Le directeur adjoint leur révèle alors l’existence d'un vieux coffre-fort au sous-sol de la banque, où personne ne va jamais, qui contiendrait 6 millions de dollars en liquide. Les braqueurs décident d'aller ouvrir la chambre forte sans savoir que celle-ci est habitée par des entités maléfiques.

## Fiche technique
- Titre : The Vault
- Réalisation : Dan Bush
- Scénario : Dan Bush et Conal Byrne
- Photographie : Andrew Shulkind
- Montage : Dan Bush et Ed Marx
- Production : Tom Butterfield, Alex Cutler, Luke Daniels et Alan Pao
- Compositeur : Shaun Drew
- Société(s) de distribution : FilmRise (USA), Marco Polo Distribution (France)
- Pays d'origine :  États-Unis
- Langue : anglais
- Genre : horreur, fantastique
- Durée : 91 minutes
- Dates de sortie : 
  -  États-Unis : 1er septembre 2017
  -  France : 3 janvier 2018 (directement en vidéo)

## Distribution
- Francesca Eastwood (VF : Marion Koen) : Leah Dillon
- Taryn Manning (VF : Marie Tirmont) : Vee Dillon
- Scott Haze (VF : Fabrice Josso) : Michael Dillon
- Q'orianka Kilcher (VF : Géraldine Kannamma) : Susan Cromwell
- Clifton Collins Jr. (VF : Vincent Ropion) : détective Iger
- James Franco (VF : Anatole de Bodinat) : le directeur adjoint de la banque Ed Maas
- Keith Loneker (VF : Jean-François Cros) : Cyrus
- Jeff Gum (VF : Sébastien Ossard) : James Aiken
- Jill Jane Clements (VF : Cathy Cerdà) : Mary
- Michael Milford : Kramer
- Aleksander Vayshelboym : Ben
- Debbie Sherman : Lauren
- Lee Broda : Nancy
- Anthony DiRocco : Mark Fishman
- Dmitry Paniotto : Max
- Adina Galupa : Rebecca
- Beatrice Hernandez : Pamela